# Torta del Casar
Torta del Casar é um queijo-amanteigado de ovelha e de origem espanhola.
É um queijo de denominação de origem protegida, por ser o resultado de uma tradição antiga e pelas qualidades singulares e diferenciadas, e considerado um primo do queijo português Serra da Estrela.
O Torta del Casar também é um dos mais reconhecidos da Estremadura.
Foi considerado pelo crítico da Vogue americana Jeffrey Steingarte como o "ápice das realizações humanas no campo dos queijos crus e semicrus".

## Área geográfica
Ainda que parte dos consumidores considerem que este queijo seja fabricado em Casar de Cáceres, a área de produção do torta del casar abrange 36 municípios das comarcas de Cáceres, Llanos de Cáceres, Sierra de Fuentes e Montánchez, ocupando assim cerca de 400 mil hectares.
É uma região localizada ao norte da Serra de San Pedro, limitada pela Província de Badajoz e pelos rios Almonte (leste) e Tejo (norte).
É uma estepe cercada a noroeste e sudeste pela Sierra de Fuentes, e solos arenosos de pouca fertilidade e espessura.
O clima desta região é continental, com verões longos e quentes, invernos suaves e curtos e com precipitações médias anuais de 300 a 500 mm.
A flora está fundamentalmente constituída de plantas herbáceas de grande valor nutritivo, porém de pouco desenvolvimento, existindo também reminiscências de vegetação arbustiva e arbórea do gênero Quercus.

## História
Toda esta região geográfica é identificada pela permanente transumância e pastoreio, reguladas por trechos obrigatórios, conforme determinações do Concelho Honrado de Mesta, aprovadas em 1273.
Um Privilégio Real do rei Sancho IV de Leão e Castela outorgou à aldeia de Casar uma terra na região para que o gado pudesse pastar livremente (1291).
Em 1791, menciona-se o queijo de ovelha de Casar de Cáceres nos Interrogatórios da Real Audiência, sendo, pois, o primeiro registro documental deste queijo.

## Características
Em relação a suas cacterísticas organolépticas, há sinais de ter uma casca semidura com uma cor entre amarelo e ocre. A pasta, suave e untuosa, pode ter pequenos buracos. Apresenta odor e sabor intensos com um suave amargor motivado pelo uso do coalho vegetal.
A maturação é durante, no mínimo, dois meses em câmaras de baixa temperatura e umidade relativa alta. Cada um dos queijos é volteado de forma que a maturação se desenvolva de forma correta.